# Wappen El Salvadors
Das Wappen El Salvadors ist in dieser Form seit dem 15. September 1912 in Gebrauch.

## Beschreibung
Das Zentrum des Wappens besteht aus einem Dreieck, in dem fünf Vulkane zu sehen sind, die aus dem Meer ragen. Sie symbolisieren die fünf Mitgliedstaaten der Zentralamerikanischen Föderation. 
Darüber ist eine rote Phrygische Mütze auf einem Stab vor einer goldenen Sonne und dem Datum 15. September 1821, Tag der Unabhängigkeit El Salvadors, abgebildet. 
Darüber befindet sich ein Regenbogen.

Flagge El Salvadors

Hinter dem Wappen ragen fünf Flaggen El Salvadors heraus. Darunter liegt ein Spruchband, auf dem das spanische Nationalmotto El Salvadors steht: 
Dios, Unión, Libertad
(Gott, Einigkeit, Freiheit)
All das ist umgeben von einem Lorbeerkranz, welcher unter durch die Nationalflagge zusammengebunden wird. Der Kranz ist in vierzehn Teile aufgeteilt, welche die 14 Departamentos, die salvadorianischen subnationalen Verwaltungseinheiten, symbolisieren. 
Umgeben ist all das von goldenen Buchstaben, die die spanischen Worte REPÚBLICA DE EL SALVADOR EN LA AMÉRICA CENTRAL (deutsch: Republik El Salvador in Mittelamerika) bilden.